# NGC 2334
NGC 2334 je galaksija u zviježđu Risu.

## Vanjske poveznice
- SEDS: NGC 2334